# Rață cu cioc roșu
Rața cu cioc roșu (Anas erythrorhyncha) este o rață care se reproduce în mod abundent în sudul și estul Africii, de obicei la sud de 10° S. Această rață nu este migratoare, dar va zbura pe distanțe mari pentru a găsi apele potrivite. Este foarte gregară în afara sezonului de reproducere și formează stoluri mari.

## Galerie

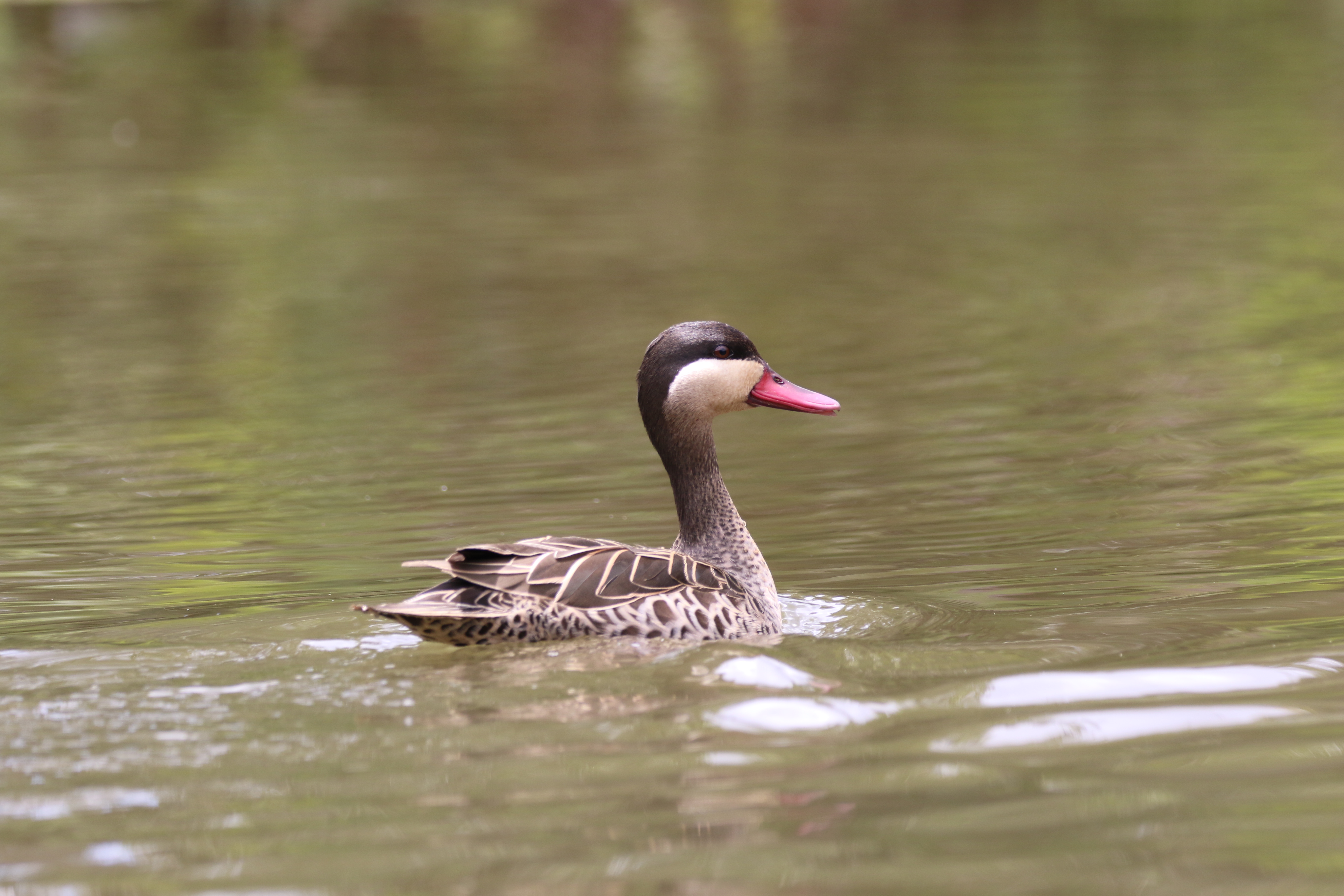
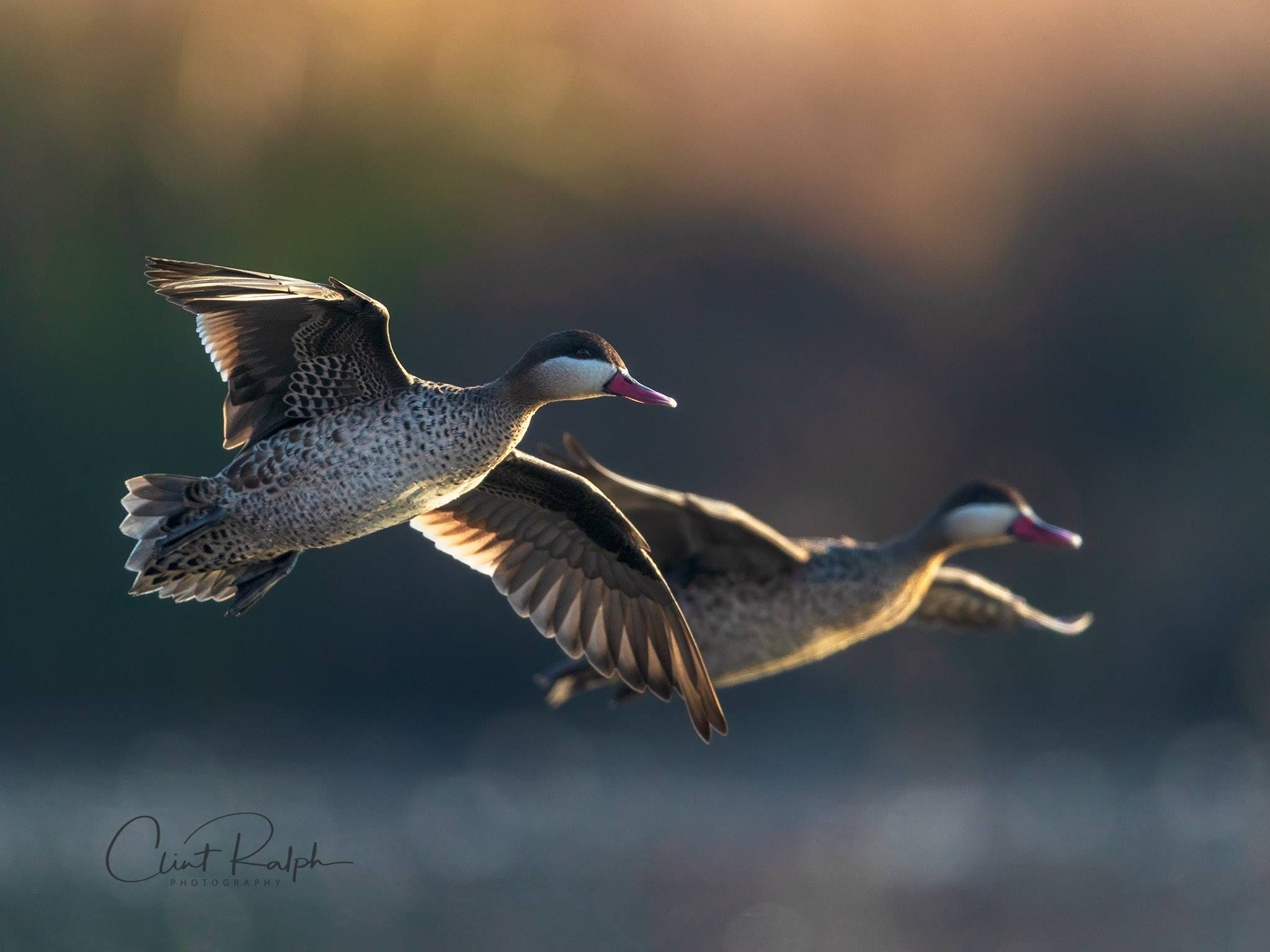
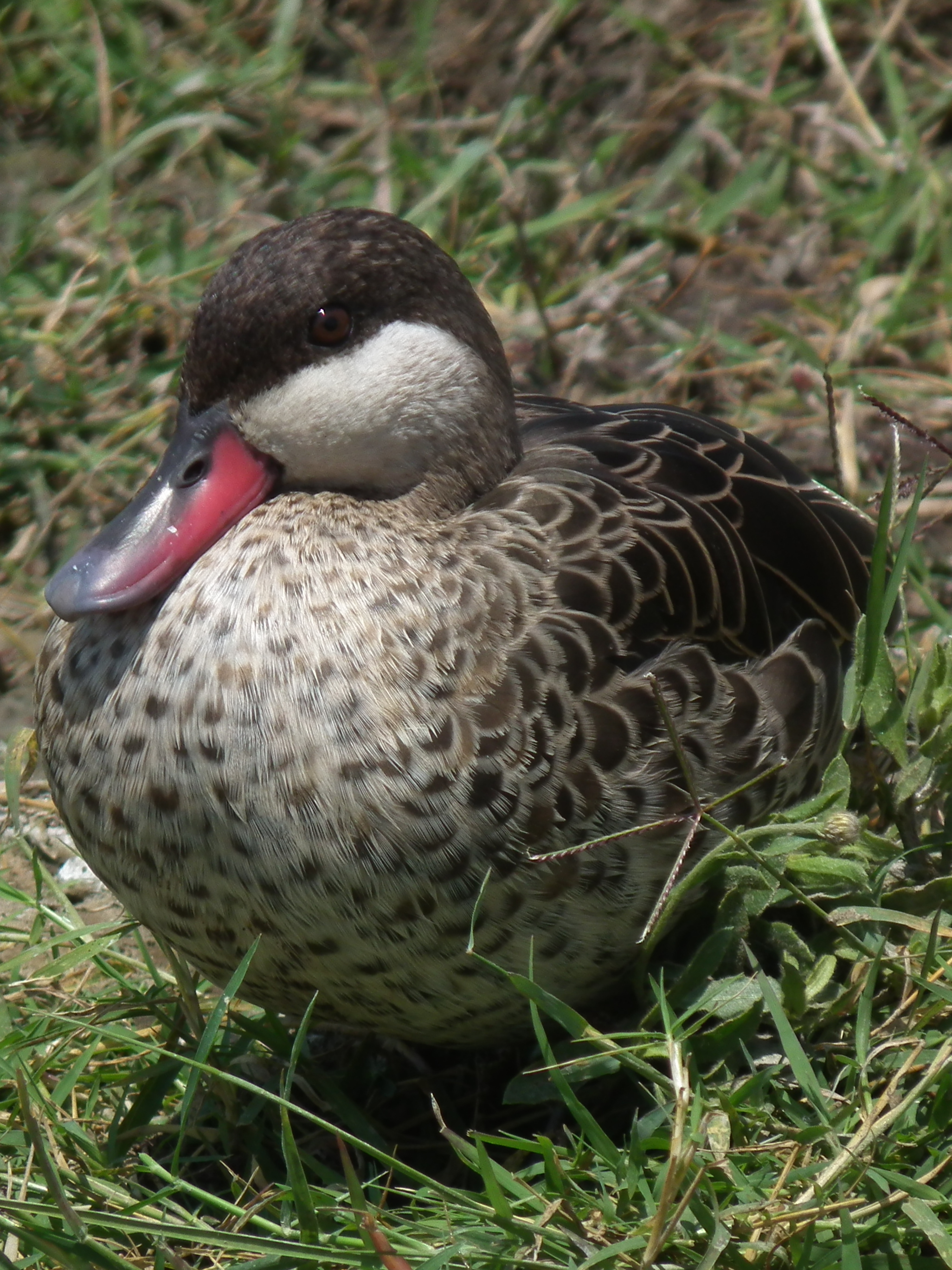
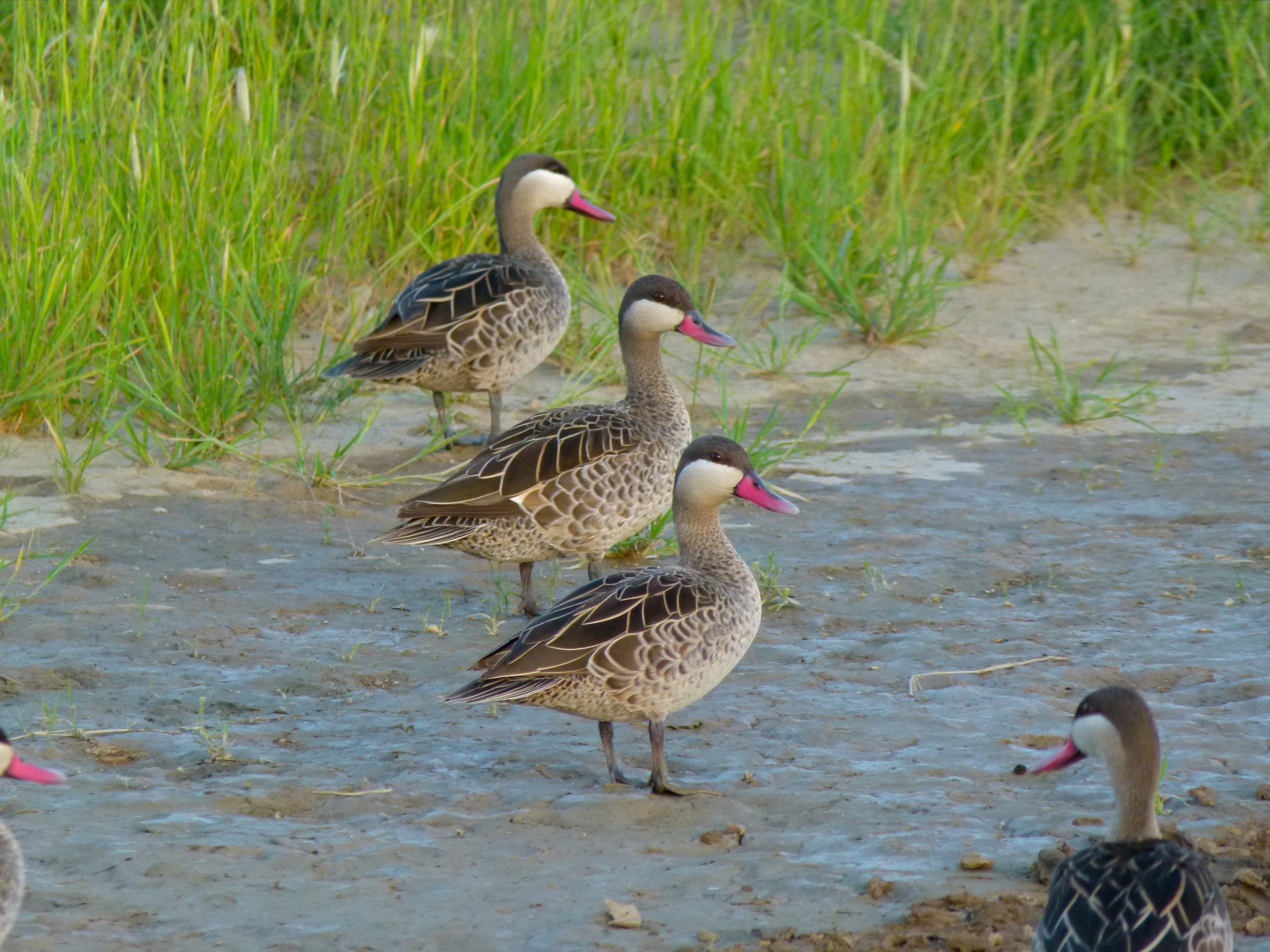